# Günter Kerzig
Günter Kerzig (* 18. September 1932 in Berlin) ist ein deutscher Gebrauchsgrafiker.

## Leben und Werk
Kerzig absolvierte von 1947 bis 1950 eine Lehre als Fotolithograf und arbeitete bis 1957 in Leipzig in seinem Beruf. Von 1957 bis 1960 studierte er an der Fachschule für angewandte Kunst Leipzig. Danach arbeitete er bis 1969 bei der DEWAG-Werbung in Gera. Anschließend war er in Gera freischaffend als Gebrauchsgrafiker tätig. Er entwarf u. a. politische und Veranstaltungs-Plakate, Signets und Warenverpackungen und gestaltete Ausstellungskataloge. Große Bekanntheit und Beliebtheit erlangte in der DDR die von ihm designte Verpackungen des vom VEB Gerana Kosmetik Gera produzierten Kinder-Schaumbads ba du san, die 1964 als Beste Verpackung des Jahres ausgezeichnet wurde.
Anfang der 1970er Jahre war Kerzig Leiter der Konzeptionsgruppe für die künstlerische Gestaltung des Neubaugebiets Gera-Lusan. 1975 gestaltete er den vom Rat des Bezirks Gera herausgegebenen Bildband Bezirk Gera. Bilder einer neuen Zeit.
Er arbeitete als Ausstellungs- und Museumsgestalter, u. a. für das Otto-Dix-Haus Gera und 1984 mit Axel Buschmann (* 1952) für die erste Dauerausstellung des Museums für Kunsthandwerk Gera, des heutigen Museums für Angewandte Kunst.
Kerzig war bis 1990 Mitglied des Verbands Bildender Künstler der DDR.
Seit 1992 arbeitete Kerzig mit Mirko Albrecht (* 1971) zusammen, wobei beide die neuen Gestaltungsmöglichkeiten mithilfe des Computers nutzten. 2002 übernahm Albrecht das Atelier Kerzigs.
Arbeiten Kerzigs befinden sich im Geraer Museum für Angewandte Kunst und im Stadtmuseum Gera.

## Ehrungen
- 1984: Orden Banner der Arbeit
- 1989: Nationalpreis II. Klasse (als Mitglied des Kollektivs „Städtebaulich-architektonische und bildkünstlerische Gestaltung der Innenstadt Gera“)

## Ausstellungen (unvollständig)

### Einzelausstellungen
- 1980: Gera, Haus der Kultur (Gebrauchsgrafik)
- 1992: Gera, Museum für Angewandte Kunst („Grafik-Design. 3 × 60“, mit Werner Liebscher und Rolf Felix Müller)
- 2022: Gera, Museum für Angewandte Kunst („Blick zurück nach vorn – Gebrauchsgrafik bis Grafikdesign von Günter Kerzig, Rolf Felix Müller, Thomas Müller und Mirko Albrecht“)[2]

### Beteiligung an Ausstellungen
- 1967/1968, 1977/1978, 1982/1983 und 1987/1988: Dresden, VI. Deutsche Kunstausstellung und VIII. bis X. Kunstausstellung der DDR
- 1969, 1974, 1979 und 1984: Gera, Bezirkskunstausstellungen
- 1985: Berlin, Berliner Stadtbibliothek („Marken und Zeichen aus der DDR“)
- 2024: Gera, Museum für Angewandte Kunst („Von Art deco bis DDR-Design“)

## Weitere Werke (Auswahl)

### Entwürfe für architekturbezogene Werke
- Giebelgestaltung des „Sonnenhochhauses“ in Gera-Lusan, Schleizer Straße (Ausführung 1977 als Mosaik)[3]

### Waren-Verpackungen
- Haarwasser Londa[4]

### Logos
- Konsum-Gaststätte Bürgeler Krug in Gera (1976; auf der VIII. Kunstausstellung der DDR)
- Konsumgaststätte Weidmannsrast (1979)

### Buchpublikation
- Vier Jahrzehnte Gebrauchsgrafik. E. Lemm, Gera, 2002; ISBN 978-3-931635-17-6, 3931635171